# Ertis Fýtbol Klýby
L'Ertis Fýtbol Klýby (in kazaco: Ертіс Футбол Клубы, in russo футбольный клуб Иртыш?, Futbol'nyj Klub Irtyš, traslitterazione anglosassone: Irtysh) è una società calcistica kazaka con sede nella città di Pavlodar. Milita nella Ekinşi Lïga, la terza serie del campionato kazako.
Vanta 5 titoli nazionali, 1 Coppa del Kazakistan e nessuna retrocessione dalla massima serie, di cui ha contribuito alla fondazione.
Il 30 maggio 2020, a causa di problemi finanziari, la federazione kazaka annuncia il ritiro dell'Ertis dal campionato.

## Storia
- 1965: Fondato come Irtyš (russo: Иртыш, kazako: Ертіс, Ertis).
- 1968: Rinominato in Traktor (russo: Трактор, kazako: Трақтор).
- 1993: Rinominato in Ansat (russo e kazako: Ансат).
- 1996: Rinominato in Ertis (russo: Иртыш, Irtyš).
- 1999: Rinominato in Ertis-Bastau per motivi di sponsorizzazione (kazako: Ертіс-Бастау).
- 2000: Riprende la denominazione originale di Ertis.

## Palmarès

### Competizioni nazionali
- Kazakhstan Super League: 5

1993, 1997, 1999, 2002, 2003
- Coppa del Kazakistan: 1

1997-1998

### Altri piazzamenti
- Campionato kazako:

Secondo posto: 1994, 1996, 2004, 2012
Terzo posto: 2010, 2016
- Coppa del Kazakistan:

Finalista: 2000-2001, 2002, 2012
Semifinalista: 1992, 1993, 1999-2000, 2006, 2011, 2013, 2016, 2018
- AFC Champions League:

Quarto posto: 2000-2001

## Partecipazioni a competizioni internazionali
- UEFA Champions League

2004: turno preliminare
- AFC Champions League

1995: turno preliminare
1999: primo turno
2000: fase a gironi
2001: 4º classificato